# Iŷtihad

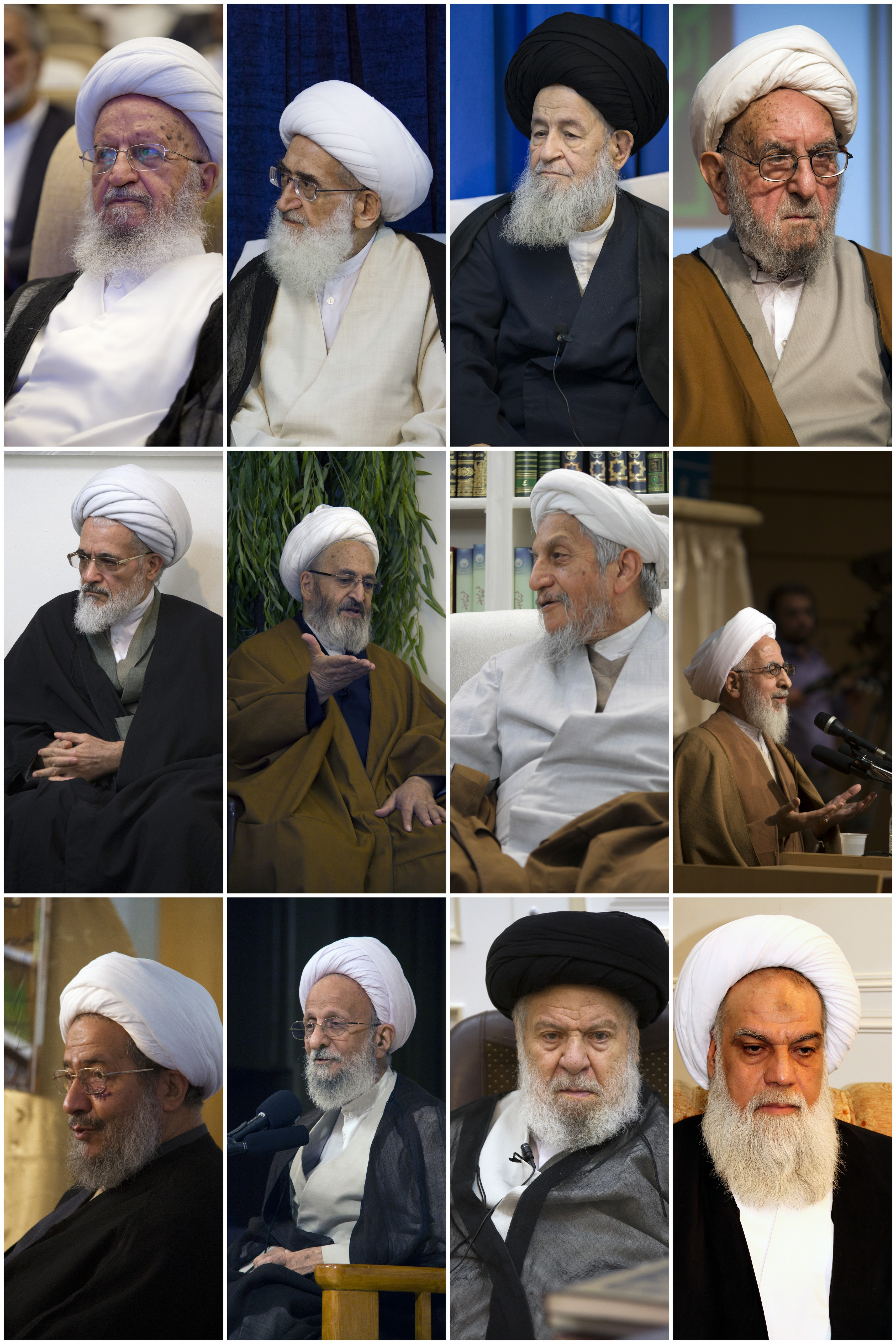

El iŷtihād (en árabe: اِجْتِهاد‎) designa el esfuerzo de reflexionar, complementario al Corán y la Sunnah, que los ulemas o muftis y los juristas musulmanes emprenden para interpretar y aplicar los textos fundadores del islam y transcribirlos en términos del derecho islámico. Después del siglo X. 

## Muŷtahid
El muŷtahid (árabe: مُجْتَهِد, aplicado, diligente, activo) es quien se esfuerza en la reflexión del iŷtihād. Sin embargo, este esfuerzo también es deber de toda persona, ya que si un jurista es considerado apto para extraer una respuesta legal a partir de las fuentes del Islam, cada individuo deberá necesariamente aplicarlas a su contexto. Por ello, si la vida no consiste en inscribirse en los límites jurídicos, cada uno deberá esforzarse en aplicar los principios universales a su contexto individual.

## Taqlid
El iŷtihād es igualmente un método de elaboración del derecho, pero para las escuelas jurídicas (madhhab) sunitas, el tiempo del iŷtihād terminó en el siglo X con la constitución de las cuatro grandes escuelas de derecho y un califa abásida cerró las "puertas del iŷtihād" (en la opición de los chiitas). En principio un musulmán puede declarar su adhesión (no es necesario) a una de las escuelas jurídicas y practicar el taqlid. Sin embargo en las condiciones de la vida moderna, fuentes cercanas a los ulemas tienen la tendencia a reivindicar la reapertura del iŷtihâd. El iŷtihâd sigue abierto en las cuatro escuelas del islam.

## Aplicación del iŷtihād
Para el chiismo, el iŷtihād no se ha cerrado nunca. Los mujtahid son los intérpretes de la ley islámica. Si el iŷtihād es pensar en los principios islámicos con el fin de aplicarlos a un contexto determinado, entonces ninguna decisión puede cerrar esa puerta.
El inconveniente es que el chiismo no dispone de fuentes en jurisprudencia que se remontan a los imames y el iŷtihād  se puede decir hoy día es la opinión del Ayatola, y se puede comprobar que en las fatwas de los yatola no mencionan fuente sino responden con el si y el no a diferencia de los sabios seguidores de la Sunna sí que mencionan las fuentes del Corán y de la tradiciín del Profeta.
Dentro del proyecto de conjugar el islam con la modernidad, de numerosos autores y activistas musulmanes lanzan ardorosos llamados para que retorne la aplicación del iŷtihād. Estos muŷtahids, aunque no conforman una escuela, son bastantes. Como ejemplo se puede citar a Wael Hallaq, Mohammed Arkoun, Farid Esack, Abdesselam Cheddadi, Abdelwahab Meddeb y Mustapha Cherif.